# Эта Стрельца
Эта Стрельца (Eta Sagittarii, Eta Sgr, η Sagittarii, η Sgr) — двойная звездная система в южном зодиакальном созвездии Стрельца. Основываясь на измерениях параллакса, можно вычислить, что она находится на расстоянии 146 световых лет от Земли. На территории России звезда видна на юге страны начиная с 54-й северной параллели очень низко над горизонтом. Незаходящей звезда является на  широтах южнее 54-й южной параллели, т. е. только на антарктическом континенте и Огненной Земле.

## Название
Эта Стрельца имеет 2 исторических названия: арабское —  
Сефдар (الصفدر al-safdar, «неистовый воин») и латинское — Ира Фурорис (Ira Furoris,  «пламенеющая ярость».
До 1928 года, когда были пересмотрены границы созвездий, звезда входила в созвездие Телескоп, и имела обозначение «Бета Телескопа» (β Tel). В Индии, где часть созвездия Стрельца представляет слона, эта звезда образует его хвост. Звезда, вместе с γ Стрельца, δ Стрельца и ε Стрельца также имеет арабское название Al Naʽām al Wārid (النعم الوارد): «страусы, прячущие головы в песок».

## Физические характеристики
В созвездии Стрельца существует так много блестящих звезд, что многие довольно яркие звёзды просто «теряются» и игнорируются: η Стрельца, которая находится на южном краю созвездия, является одной из них.  Эта Стрельца — гигантская красная звезда спектрального класса M (М3.5III) выделяется среди горячих бело-голубых звёзд-соседей.  Её яркость достигает третьей величины (3m.11), а сама она находится на расстоянии 45 парсек от Земли. Точная её  температура не известна, но обычно звёзды спектрального класса M3.5 имеют  довольно холодную температуру поверхности — 3600K. Учитывая, что существенная часть излучения приходится на инфракрасный диапазон можно вычислить, что её  светимость  в 585 раз больше солнечной, а радиус в 62 раза больше солнечного (0,29 а.е.: три четверти диаметра орбиты Меркурия).
Хотя астрономически звезда обозначается как «красный гигант», её цвет скорее оранжевый.  Масса её примерно в 1,5 раз больше, чем солнечная, возраст — три миллиарда лет. Свою жизнь звезда начала  как жёлтый карлик спектрального класса F (вероятно F3). С точки зрения звёздной эволюции  она, скорее всего, находится на асимптотической ветви гигантов, и имеет либо мертвое гелиевое ядро или инертное ядро, состоящее из углерода и кислорода и оболочки вокруг ядра, в которой гелий выгорает в углерод.  Большая часть подобных звёзд крайне неустойчива, и они различаются по яркости, по крайней мере до некоторой степени.

## Переменность
Эта Стрельца — неправильная переменная звезда и классифицируется как «LB-звезда». Её блеск беспорядочно изменяется между величинами 3m,08 и 3m,12,  т.е. общее изменение около четырех процентов, что  недостаточно, чтобы быть заметным невооруженным глазом.

## Компаньоны и спутники
На расстоянии 3,6 угловых секунд от звезды находится компаньон восьмой величины (7m.8) — η Стрельца B, который впервые был замечен американским астрономом Ш. У. Бёрнхемом в 1879 году. Обе звезды имеют одинаковое собственное движение и, вероятно, гравитационно связаны друг с другом. Исходя из его светимости, он должен быть карликом спектрального класса F (вероятно, F7) с массой в 1,3 раз больше солнечной. Примерно через 3 млрд. лет он также эволюционирует  в красного гиганта и, сбросив оболочку, станет белым карликом.
Спутник находится на расстоянии не менее чем 165 а.е. от главной звезды и ему  требуется по крайней мере 1270 лет на то, чтобы совершить полный оборот вокруг гиганта. Если посмотреть на него из окрестностей Эты Стрельца A, то спутник будет светить с яркостью двух полных лун, в то время как из окрестностей спутника, красный гигант будет выглядеть как диск 12 минут дуги (20 процентов углового размера Солнца, видимого с Земли), и он будет светить с яркостью 155 полных лун.
Эта Стрельца имеет два оптических компаньона, с которыми она, скорее всего, физически не связана. Первый из них — звезда 10-й величины на угловом расстоянии в 93 угловых секунды с позиционным углом 303°. Второй  — ещё более слабая звёздочка 13 величины на угловом расстоянии в 33 угловых секунды с позиционным углом 276°.
В Млечном Пути, звезда является членом старой дисковой подсистемы галактики. Сама звезда движется в направлении созвездия Южной Короны и пересечёт её границу приблизительно в 6300 году.